# Emanuele III Pessagno
Emanuele III Pessagno (... – 1508) è stato un navigatore italiano.
Emanuele III Pessagno visse a cavallo del 1500. Fece parte della spedizione di Francisco de Almeida che doppiò il Capo di Buona Speranza. Nel 1506 fu messo a capo dell'isola di Angiadiva che aveva valorosamente difeso dall'invasione dei Mori. Successivamente nel 1508 partecipò alla difesa di Calicut, primo approdo portoghese nel sud dell'India, perdendovi la vita.